# Эш, Эрик
Эрик Скотт Эш, более известный под своим прозвищем «Баттербин» — американский боксёр-тяжеловес, кикбоксер и боец смешанных единоборств. В качестве виртуального персонажа в отличительной одежде — боксёрских трусах цвета американского флага — появляется во многих компьютерных играх — боксёрских симуляторах, в частности — в знаменитой «Knockout Kings 2001», а также в мультфильмах «Гадкий я» и «Осьминоги». Появился в фильме «Чудаки».

## Спортивная биография
Когда Эрик начал заниматься боксом, ему в основном говорили, что из него не выйдет спортсмена, и что с такой комплекцией он «сдохнет» после двух прыжков в челноке. Эрик доказал скептикам обратное. Он стал чемпионом мира по боксу по второстепенной версии Интернациональной Боксёрской Ассоциации (IBA), и по версии малоизвестной в мире Всемирной спортивной ассоциации (WAA). При этом он провел на профессиональном ринге 89 боёв, из которых 77 выиграл, из них 59 нокаутом. Его называли королём 4-раундовых поединков из-за того, что почти все бои он провел по формуле 4x3 (4 раунда по 3 минуты). Также он выступал в смешанных единоборствах, выиграв в семнадцати поединках из двадцати шести. Помимо этого он ещё выступал как кикбоксер, проведя семь профессиональных боев, выиграв три из них. Сейчас Эш живёт в Джаспере (Алабама), воспитывает троих детей и владеет рестораном «Мистер Бин Барбекю». Свою боксёрскую карьеру Эш начинал с телешоу «Toughman Contest», чего-то вроде нынешних шоу «Претендент» — соревнований по любительскому боксу среди простых обывателей. Эрик стал пятикратным чемпионом этого шоу. Перейдя в ММА,Эш продолжил радовать своих поклонников и экспериментировать со стилями. Так, с известным своим богатырским телосложением Бобом Саппом, он даже провёл матч по правилам борьбы сумо.
Можно сказать, что Эш своей персоной создал довольно примечательное явление в мире бокса и смешанных единоборств, ведь он сумел доказать, что толстяки могут не просто драться, а ещё и побеждать.